# IC 2631
IC 2631 је емисиона маглина у сазвјежђу Камелеон која се налази на листи објеката дубоког неба у Индекс каталогу.
Деклинација објекта је - 76° 36' 41" а ректасцензија 11h 9m 50,5s. IC 2631 је још познат и под ознакама ESO 38-EN9.